# Simon Talbot
Simon Lemming Talbot (født 18. juli 1986) er en dansk standupkomiker, som bl.a er kendt for sine stand-up shows, sine talrige standup- og underholdningsprogrammer på TV 2 Zulu og sin medvirken i The Russell Howard Hour.

## Karriere
I 2006 opnåede han en fjerdeplads ved DM i Standup, og han valgte i 2007 at flytte fra Skanderborg til København for at udvikle sit talent inden for standup. 
Samme år vandt han Danish Open i Stand-Up i maj måned i Aarhus.
Han har deltaget i programmet Comedy Fight Club på TV 2 Zulu i anden og tredje sæson . I anden sæson i 2007 opnåede han en andenplads, mens han vandt tredje sæson i foråret 2008. 
Simon Talbot deltog i 2008 i tredje sæson af Zulu Djævleræs. Simon blev sat på hold med Mascha Vang, de to gik videre til semifinalen og senere til finalen.
I oktober 2009 startede serien Hvor fanden er Herning? på TV 2 Zulu, hvor Simon Talbot spiller ven til hovedpersonen, Martin, spillet af Mick Øgendahl.
I 2009 deltog han i Comedy Aid og året efter var han vært på arrangementet, som indsamler penge til Kræftens Bekæmpelse.
I marts 2010 debuterede han som vært i Bingo Banko på TV2 sammen med komikeren Jacob Wilson.
Talbot deltog i og vandt Zulu Kvægræs i 2010 på TV 2 Zulu. 
Udover sin komikerkarriere var Simon Talbot i 2010 også skribent i kvindebladet Woman.
I 2014 var Talbot vært på Zulu Awards, som blev sendt live torsdag d. 3 april fra Østre Gasværk på Østerbro, København.
I 2016 indgik Simon Talbot i TV 2 Zulus program Simon Talbots Sketch Show, hvor han både var vært og skrev på showet. I samme periode var Talbot også skribent på streaming-tjenesten TV 2 Play.
I 2017 var Talbot vært på Comedy Centrals Standup Uden Grænser, som samlede komikere på tværs af skandinaviske landegrænser i 10 programmer.
I november 2019 udførte Simon Talbot sin første engelsk-sprogede livestream under navnet SimonTalbotComedy på streamings-platformen Twitch. Med afsæt i hans karriere som komiker indgik humor som en væsentlig drivkraft for hans kanal i og med, at han inddragede sine seere i sine streams. En stream bestod af Talbot, som spillede spil, skrev jokes, fortalte anekdoter og udførte interviews med kendte personligheder. Efter endt stream blev de mest interessante hændelser udgivet som video på Talbots tilhørende profiler. Han stoppede med at streame kontinuerligt medio 2021.
I 2021 lancerede han spiritusmærket Crack, der er fremstillet som whiskey, men ikke opfylder kravene til lagring, så den kaldes "moonshine".

### Stand-up shows
Damp
I 2011 startede Simon Talbot på mini-tour med sit første one man show Damp. Showet fik premiere d. 26. august 2011 i Musikhuset Aarhus. Simon besøgte byerne Århus, Aalborg, Frederiksberg, Vejle, Odense, Holstebro, Sønderborg og Esbjerg på sin mini-tour.
Talle alene i verden
I 2013 startede Talbot på sin anden stand-up tour med showet Talle alene i verden. Showet havde premiere den 29. august 2013 i Bremen Teater i København og sluttede den 20. november i Greve. Talbots præstation med showet 'Talle alene i verden, fik ham i samme år nomineret til prisen 'Årets komiker' under Zulu Comedy Galla.
Mr. Copenhagen
I 2016 turnerede Simon Talbot landet rundt med sit tredje oneman-show 'Mr. Copenhagen', som fik Talbot nomineret til prisen 'Årets komiker' i 2016.
Make Denmark Great Again
I 2018 og start 2019 turnerede Simon Talbot med sit oneman-show Make Denmark Great Again, som i samme år fik Talbot nomineret til prisen 'Årets komiker'. Showet tog udgangspunkt i Simons karriererejse i USA. Simon har siden starten af sin karriere haft et ønske om at lave stand-up på engelsk og han drog derfor til Los Angeles, USA. Efter hjemkomsten, turnerede Simon med sit stand-up show 'Make Denmark Great Again', hvor han fortæller om sine oplevelser, karrieren og forskellen på den danske og amerikanske mentalitet.
The Surrogate Comedy Show
I 2020 udførte Simon Talbot verdens første interaktive online stand-up[kilde mangler] show ved navn The Surrogate Comedy Show. Under nedlukningen af Danmark, hvilket skyldes COVID-19 virussen, skrev og udførte Simon Talbot, i samarbejde med 'Simon Talbot Streaming's sponsor OnePlus, et online stand-up show. Showet blev afviklet live på Talbols Twitch-kanal d. 31. maj 2020, hvor seere under showet kunne udføre interaktive handlinger såsom at kommunikere visuelle elementer, indsende lyd-beskeder og anmelde showet. Showet er senere blevet offentliggjort på Talbots YouTube-kanal. Showet fik navnet The Surrogate Comedy Show som en reference til Harry Harlows rhesus abe eksperimenter i 1950'erne.
Danish Invasion
I 2020 havde Talbot planlagt en international turné med sit første engelske one-man show Danish Invasion. Grundet COVID-19-pandemien blev de udenlandske shows dog aflyst, mens den danske del af turnéen blev gennemført.
Optur
I efteråret 2021 indtil november 2022 turnerede Simon Talbot igen, denne gang med det dansksprogede Optur. Showet blev hans største til dato, og solgte 50.000 billetter.[kilde mangler]
Russell Howard Opvarmning
Fra marts til maj 2022, drog Simon Talbot rundt som engelsksproget opvarmer på den britiske komiker Russell Howards verdenstourne, hvor de lavede 63 shows i Amerika, Canada og Europa.

## Privatliv
Simon voksede op med sin mor Irene Lemming, som tager del i religionen Jehovas Vidner. Simon blev aldrig døbt og var derfor ikke “officielt” medlem af Jehovas Vidner. Han forlod troen som 14-årig. På sin mors side har han en bror ved navn Christian. Simons far hedder Thomas James Talbot og er fra Irland. Grundet hans fars irske oprindelse, ser Simon sig selv som værende halv-irer, hvilket kommer til udtryk i hans engelske accent. På sin fars side af familien, har han to brødre ved navn Thomas James Talbot Jr. og Shane James Talbot. 
I april 2017 blev Simon forlovet med Katrine Køhler. Parret blev gift i 2019.

## Hæder
Zulu Comedy Awards
| År   | Modtager/nomineret arbejde                  | Pris          | Resultat  |
| ---- | ------------------------------------------- | ------------- | --------- |
| 2014 | Talle Alene i Verden                        | Årets komiker | Nomineret |
| 2016 | Simon Talbots Sketch Show og Mr. Copenhagen | Årets komiker | Nomineret |
| 2019 | Make Denmark Great Again                    | Årets komiker | Nomineret |
| 2020 | Danish Invasion                             | Årets komiker | Nomineret |

## Filmografi

### One-man shows
- 2011 DAMP (Dansk)
- 2013 Talle alene i verden (Dansk)
- 2016 Mr. Copenhagen (Dansk)
- 2018 Make Denmark Great Again (Dansk)
- 2020 The Surrogate Comedy Show (Engelsk)
- 2020 Danish Invasion (Engelsk)
- 2021 Optur (Dansk)

### Tv-programmer
- 2007 Comedy Fight Club Sæson 2: For Viderekommende (TV2 Zulu)
- 2008 Comedy Fight Club Sæson 3: Udfordringen (TV2 Zulu)
- 2009 Hvor fanden er Herning? (Sitcom på TV2 og TV2 Zulu)
- 2010 Bingo Banko Sæson 1 og 2 (TV2)
- 2010 Zulu Kvæg-ræs (Sæson 1) (TV2 Zulu)
- 2011 Live fra Bremen (TV2)
- 2011 Vild Med Comedy (TV2 Zulu)
- 2014 Zulu Awards (TV2 Zulu)
- 2016 Simon Talbots Sketch Show (TV2 Zulu)
- 2017 Stand Up Uden Grænser - som vært (Comedy Central)
- 2021 Stormester - derudover som stand-in for Simon Jul i 2022 (TV2)
- 2022 Fuhlendorff og de skøre riddere (TV2 Zulu)
- 2024 Roasted - Verdens Sjoveste Ferie (Amazon Prime Video)

### Andet
- 2009 Comedy Aid
- 2010 Comedy Aid (som vært)
- 2010 Zulu Comedy Galla
- 2011 Comedy Aid
- 2012 Comedy Aid
- 2013 Zulu Comedy Galla
- 2013 Comedy Aid
- 2014 Zulu Awards
- 2019 Grin Til Gavn

### Musik
- "Stjerner & hvidt lys" (feat. Clemens & Rasmus Nøhr) (2014)